# Тихуана (аэропорт)
Международный аэропорт Тихуана (исп. Aeropuerto Internacional de Tijuana), официальное наименование: Международный аэропорт имени генерала Абелардо Родригеса (исп. Aeropuerto Internacional General Abelardo L. Rodríguez) — расположен в городе Тихуана, штат Нижняя Калифорния, Мексика и является вторым по значимости северным аэропортом страны после Международного аэропорта Мехикали.

## Общие сведения
Абелардо Родригес — быстрорастущий современный аэропорт с пропускной способностью до 10 миллионов пассажиров в год, способный обрабатывать по 360 рейсов в сутки. В 2008 году общий пассажирооборот составил немногим менее 4 миллионов человек, по данному показателю аэропорт занял шестое место в стране после международных аэропортов Мехико, Канкуна, Гвадалахары, Монтеррея и Толуки.
Аэропорт является одним из главных пунктов назначения мексиканской авиакомпании Aeroméxico и её дочернего подразделения Aeroméxico Connect, которые выполняют до 70 ежедневных рейсов в 15 городов страны и за рубеж. В планах Aeroméxico развитие Абелардо Родригеса в качестве транзитного узла (хаба) для рейсов в страны Азии, с ноября 2006 года компания выполняет четыре еженедельных рейса в аэропорт Токио Нариту и шанхайский аэропорт Пудун.
Абелардо Родригес используется ещё одной мексиканской авиакомпанией Volaris в качестве своей главного хаба, а с августа 2005 года является базовым аэропортом для низкобюджетного авиаперевозчика Avolar — первого дискаунтера Мексики, появившегося ещё до авиакомпаний Interjet и Volaris.
Аэропорт входит в состав холдинговой группы Grupo Aeroportuario del Pacífico, которая контролирует 12 международных аэропортов в центральной и северной частях Мексики.

## История
Первый терминал был построен в юго-западной части территории нынешнего аэропорта, перед фасадом текущих зданий аэровокзала.
К концу 1960-х годов в связи с резким ростом пассажирских перевозок (в Мексике в целом и в северном регионе страны в частности) возникла необходимость расширения оперативных площадей аэропорта. Здание нового пассажирского терминала было сдано в эксплуатацию 15 октября 1970 года в период президентского срока Густаво Диас Ордаса.
Аэропорт получил своё второе название в честь генерала Абелардо Родригеса Лухана — губернатора Северного округа в федеральном штате Нижняя Калифорния в 1923—1930-х и президента Мексики в период с 1932 по 1934 годы.

## Расширение
Пассажирский терминал аэропорта в 2002-м году был реконструирован, увеличены площади залов А и В и удвоено число выходов на посадку (гейтов), рулёжные дорожки расширены до стандартов приёма самолётов класса Boeing 747. Абелардо Родригес стал одним из важнейших аэропортов страны и единственным транзитным аэропортом из Латинской Америки в Азию. Авиакомпания Aeroméxico (с дочерней Aeroméxico Connect) в ближайшей перспективе планирует увеличить объёмы перевозок через аэропорт, поэтому в планах строительство ещё одного нового здания терминала внутренних и международных рейсов.
С введением маршрутов в Токио и Шанхай авиакомпания Aeroméxico обращалась к руководству аэропорта с просьбой оборудовать телетрапы под обслуживание самолётов Boeing 777. По мнению Aeroméxico мощностей одного гейта, оснащённого под приём B-777, явно недостаточно. Власти аэропорта заявили о том, что рассматривается возможность строительства нового зала выхода на посадку с семью гейтами, два из которых будут оборудованы под B-777, однако стоимость операционных сборов за их использование будет как минимум удвоена. На текущий момент Aeroméxico воздерживается от комментариев по данному вопросу.
В 2008 году власти Мексики и США начали реализацию проекта Smart Border 2010, по которому в частности предполагается строительство здания пассажирского терминала на территориях обеих стран. Терминал будет включать в себя стойки регистрации, парковку и таможенные офисы, главная задача будущего объекта — разгрузить пассажирский трафик американского аэропорта Сан-Диего, находящегося на границе с Тихуаной.

## Расположение

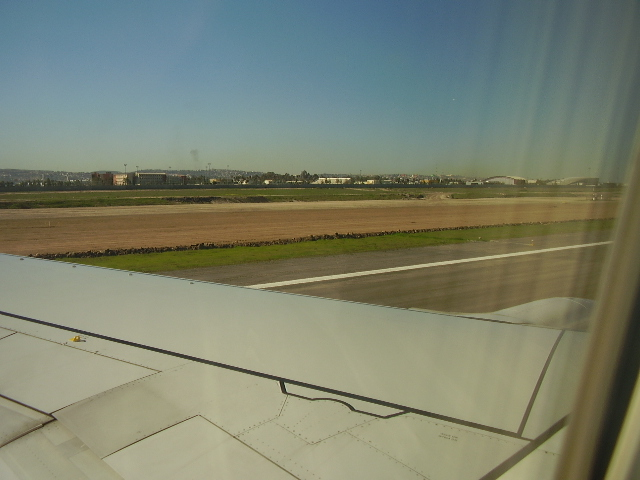
ВПП аэропорта, на заднем плане Университет Нижней Калифорнии

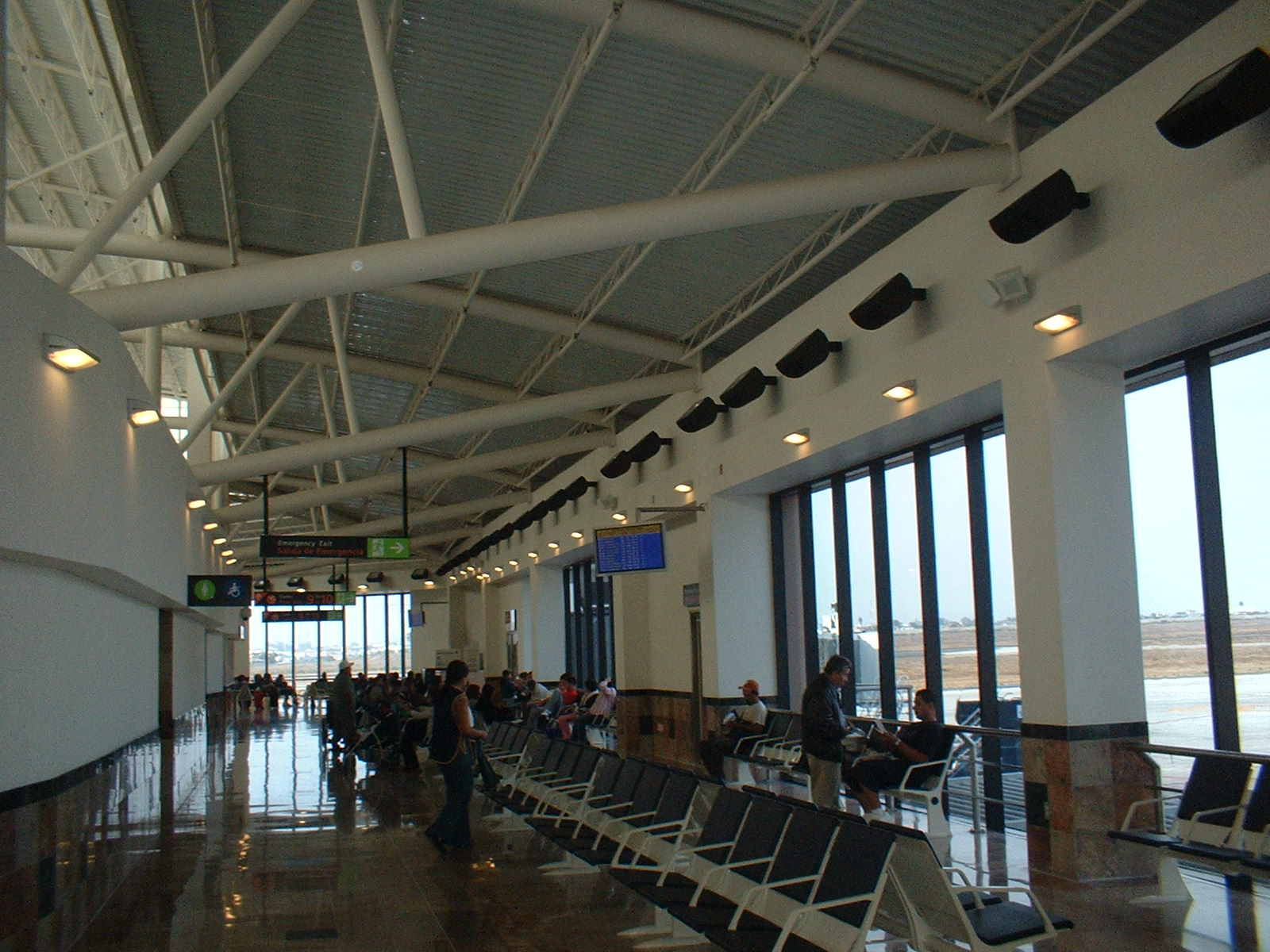
Зал ожидания

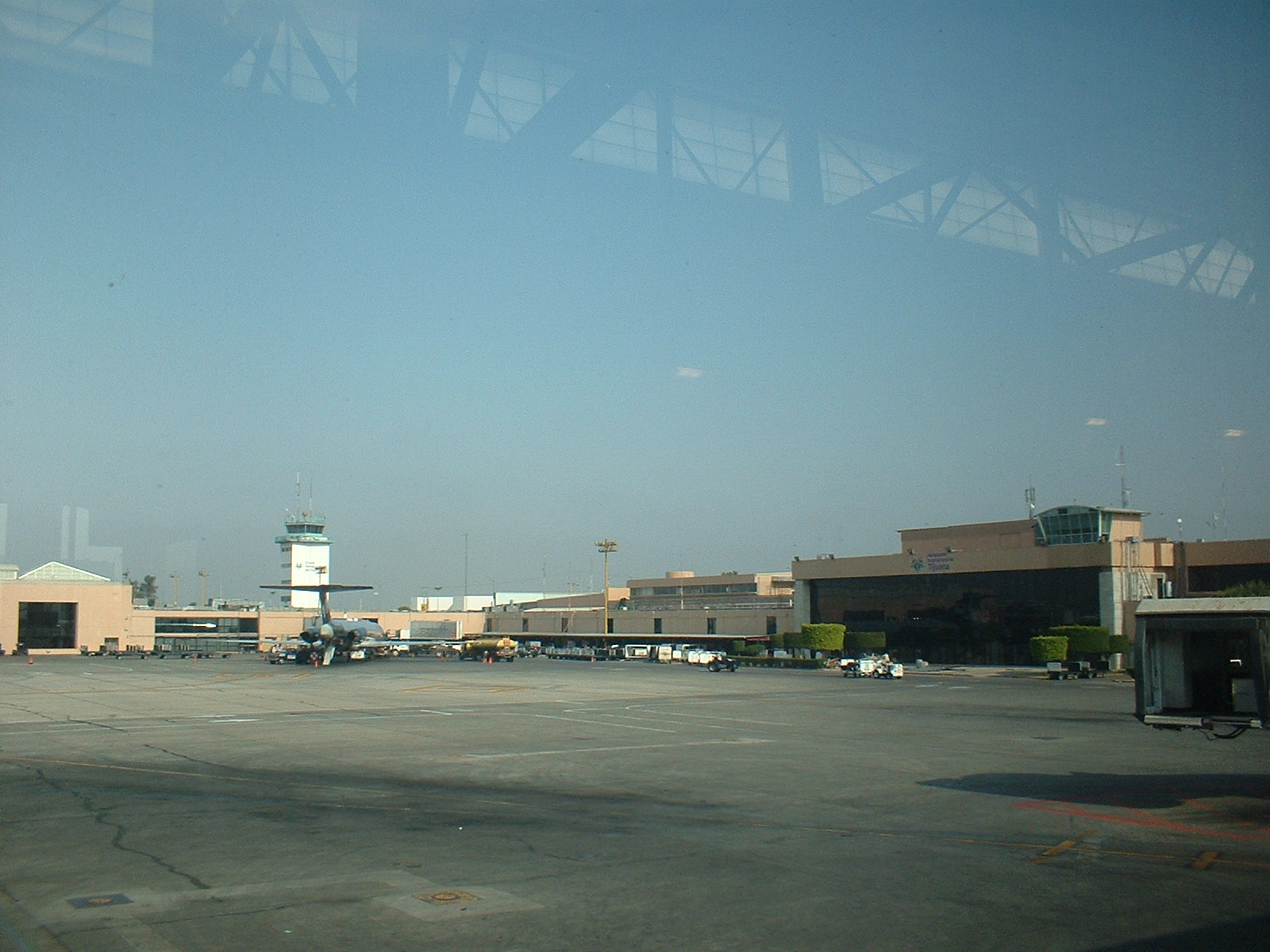
Здание терминала в форме кита

Взлётно-посадочная полоса аэропорта Тихуаны расположена параллельно американо-мексиканской границе и находится на расстоянии ста метров к югу от неё. Заход на посадку осуществляется как правило с востока, но в периоды действия катабатического ветра Санта-Ана — самолёты садятся с западного направления, при этом некоторое время находясь над территорией США. Основная взлётно-посадочная полоса аэропорта находится также в 30 метрах от университета Нижней Калифорнии.
Муниципальный аэропорт Браун-Филд в Сан-Диего находится на расстоянии чуть более полутора километров на север от аэропорта Тихуаны и имеет аналогичную по длине взлётно-посадочную полосу с другим направлением (08/26), однако Браун-Филд предназначен для авиации общего назначения и не обслуживает регулярные пассажирские рейсы.

## Наземный транспорт

### Автобусы
В аэропорт можно доехать автобусом из Даунтауна Тихуаны или из района Зона-Рио на местном автобусе маршрута Мирадор-Мирамар-Солер-Центр-ПлазаРио-Отэй-Аэропорт. Стоимость билета 6,50 мексиканских песо (около 0,45 долларов США) за одну поездку.

### Челноки
Авиакомпания Aeroméxico обеспечивает челночные автобусные рейсы из Сан-Диего (штат Калифорния) в аэропорт Тихуаны пассажирам, вылетающим в города Мексики, Японию и Китай, в то время, как авиакомпания Volaris — между аэропортом Тихуаны и Международным аэропортом Сан-Диего для пассажиров, следующих в города Соединённых Штатов Америки.

### Такси
В соответствии с запретами законодательства страны мексиканское общественное такси может возить пассажиров до аэропорта, но не может забирать их из терминала. Поэтому аэропорт Тихуаны предоставляет услугу доставки пассажиров из терминала аэровокзала до любой точки города посредством такси государственной лизинговой компании SAAT (исп. Servicio Aeroportuario de Autotransporte Terrestre).

## Схема аэропорта
Абелардо Родригес состоит из одной взлётно-посадочной полосы, параллельной ей рулёжной дорожки, 23-х гейтов в двух залах главного здания терминала и контрольной башни, одной из самых высоких в Мексике. На противоположной стороне от главного здания расположен второй терминал прежнего аэропорта, в котором в настоящее время размещаются части военной авиации вооружённых сил страны. В небольших объёмах используется и сервис авиации общего назначения, обслуживающейся в отдельном терминале (GAB Terminal).
Главный терминал:
- число гейтов: 23
- выходы к самолётам: 12
- телетрапы: 12
- багажные карусели: 4
- комнаты повышенной комфортности:

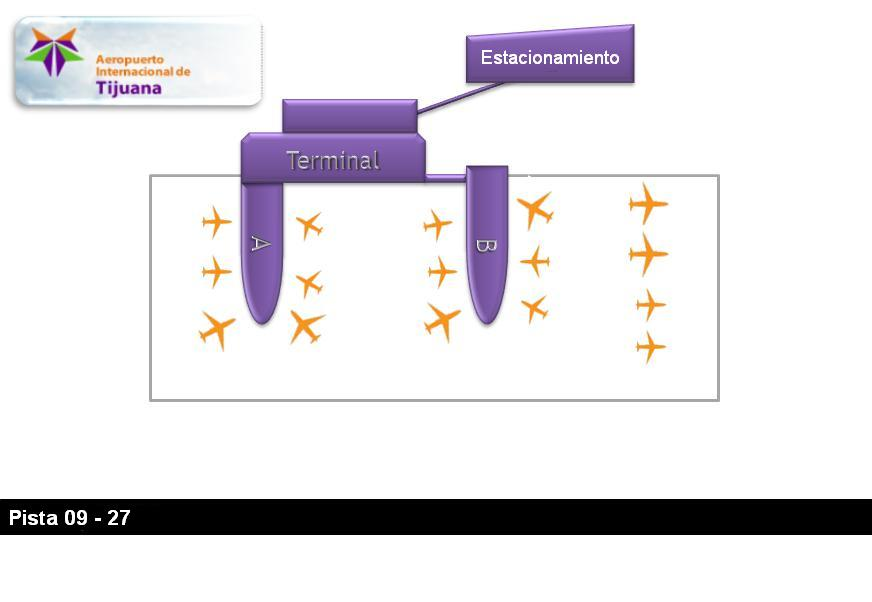
Схема аэропорта Тихуаны

  - «Aeroméxico Salón Premier» (зона А — подземный уровень)
  - «VIP Room Tijuana» (главный терминал — верхний уровень)
- корт-фуды, небольшие рестораны (зоны А и В — первый и верхний уровни)
- таможенный контроль (зона прибытия)
- такси и аренда автомобилей (зоны прибытия и отправления)
- автобусы (зоны прибытия и отправления)
- магазин беспошлинной торговли (главный переход, зоны А и В)
- парковка (здание Е)

GAB терминал:
- VIP-комнаты
- комнаты пилотов
- комнаты пассажиров.

## Авиакомпании и пункты назначения

### Старый терминал

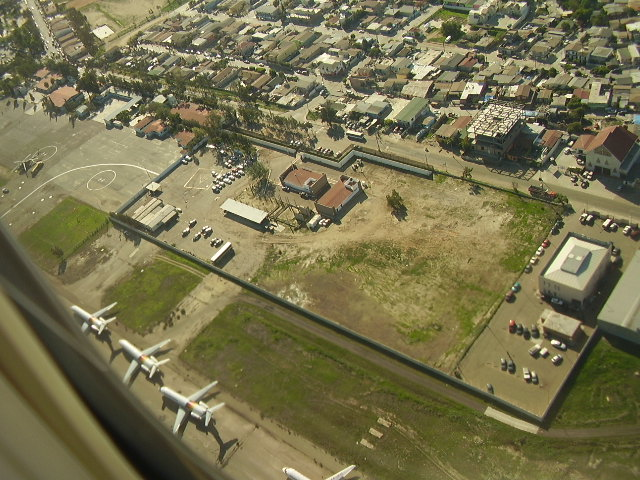
Терминал старого аэропорта, вид сверху

Здание старого терминала аэропорта, известного местным жителям как Aeropuerto Viejo, в настоящее время используется мексиканской военной авиацией и авиацией федеральной полиции страны. В терминале также работает одна грузовая авиакомпания.

### Статистика перевозок
| Место | Город                         | Количество пассажиров |
| ----- | ----------------------------- | --------------------- |
| 1     | Гвадалахара, Халиско          | 372,760               |
| 2     | Мехико, федеральный округ     | 339,644               |
| 3     | Толука, Нью-Мексико           | 153,795               |
| 4     | Кульякан-Росалес, Синалоа     | 141,234               |
| 5     | Леон, Гуанахуато              | 106,949               |
| 6     | Морелия, Мичоакан             | 98,165                |
| 7     | Эрмосильо, Сонора             | 72,357                |
| 8     | Пуэбла, Пуэбла                | 67,849                |
| 9     | Монтеррей, Нуэво-Леон         | 59,424                |
| 10    | Агуаскальентес, Агускальентес | 43,370                |
| 11    | Уруапан, Мичоакан             | 42,420                |
| 12    | Ла-Пас, Нижняя Калифорния     | 40,972                |
| 13    | Сакатекас, Сакатекас          | 33,160                |
| 14    | Акапулько, Гуерреро           | 30,031                |
| 15    | Сьюдад-Хуарес, Чиуауа         | 25,600                |

### Зона A (гейты A1-A12)

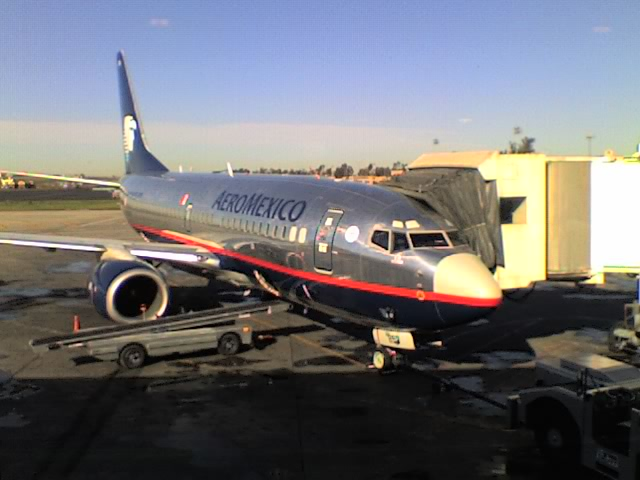
Boeing 737 авиакомпании Aeroméxico

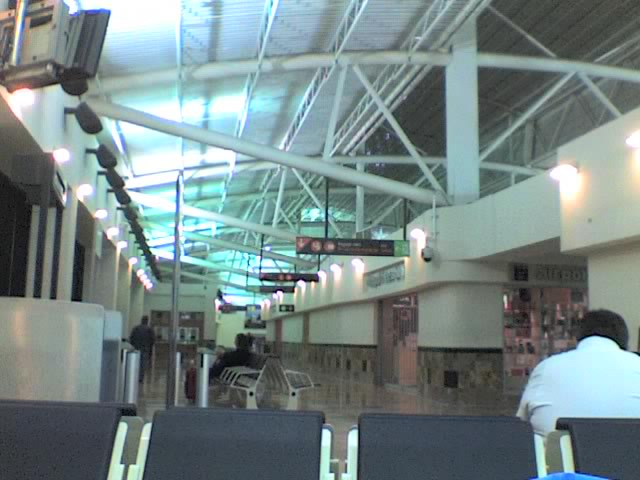
Зал ожидания посадки

Внутренние маршруты
| Авиакомпания       | Направления |
| ------------------ | --- |
| Aeroméxico         | Кульякан, Гвадалахара, Леон, Мехико, Пуэрто-Вальярта |
| Aeroméxico Connect | Чиуауа, Сьюдад-Хуарес, Сьюдад-Обрегон, Кульякан, Дуранго, Гвадалахара, Эрмосильо, Мехико, Монтеррей, Морелия, Торреон                                                              |
| Aviacsa            | Гвадалахара, Мехико |
| Volaris            | Акапулько, Агуаскальентес, Канкун, Кульякан, Гвадалахара, Эрмосильо, Ла-Пас, Леон-Баджио, Лос-Кабос, Масатлан, Монтеррей, Морелия, Оахака, Пуэла, Пуэрто-Вальярта, Толука, Уруапан |

Международные линии
| Авиакомпания | Назначения                     |
| ------------ | ------------------------------ |
| Aeroméxico   | Шанхан (Пудун), Токио (Нарита) |

### Зона В (гейты B12-B24)
| Авиакомпания | Направления                    |
| ------------ | ------------------------------ |
| Interjet     | Дуранго, Гвадалахара, Мехико   |
| Mexicana     | Гвадалахара, Мехико, Закатекас |
| Viva Aerobus | Кульякан, Эрмосильо, Монтеррей |
| Volaris      | см. Зону А                     |

### Грузовые
| Авиакомпания | Направления          |
| ------------ | -------------------- |
| Ameriflight  | Онтарио (Калифорния) |
| Estafeta     | Кульякан, Эрмосильо  |

## Инциденты
- 31 августа 1986 года, рейс 498, Douglas DC-9 авиакомпании Aeroméxico. Следовал из Мехико в Лос-Анджелес с промежуточной посадкой в Тихуане. Столкнулся с небольшим частным Piper PA-28 Cherokee, оба самолёта рухнули на землю в пригороде Лос Анджелеса. Экипаж и все 64 пассажира Дугласа, три из Пайпера и ещё пятнадцать на земле погибли. Расследование причин трагедии длилось три года и после долгого судебного разбирательства погибший экипаж Дугласа был признан невиновным, поскольку было установлено, что Пайпер самовольно вошёл в зону трафик-контроля коммерческих рейсов[9].